# Тихонов, Виктор Васильевич (1988)
Ви́ктор Васи́льевич Ти́хонов (латыш. Viktors Tihonovs, 12 мая 1988, Рига, Латвийская ССР, СССР) — российский хоккеист. Сын Василия Тихонова, внук хоккейного тренера Виктора Тихонова.

## Карьера

### Ранние годы
Виктор Тихонов родился в Риге, где его отец тренировал «Динамо». Через год семья Тихоновых переехала в Финляндию, где его отец возглавил «Эссят».
В 1992—1999 годах жил в США, где отец работал тренером в клубе НХЛ «Сан-Хосе Шаркс». Там он начал профессионально заниматься хоккеем, играя в детской лиге Санта-Клара. В 2000 году семья вернулась в Финляндию, где Тихонов играл за юношескую команду «Лукко». В 2002 переехал с семьёй в Швейцарию, где стал чемпионом страны в составе юношеской команды «Лангау».
В 2003 году впервые оказался в России — в армейской школе ЦСКА. Выступал за ЦСКА-2 (2005) и ХК «Дмитров» (2005/06).

### Клубная карьера
В 2006—2008 и с декабря 2009 — игрок «Северстали». С октября 2011 — игрок ХК СКА. 7 марта 2013 года в матче плей-офф Кубка Гагарина сделал хет-трик в ворота «Северстали» (7:4). Всего в плей-офф 2013 года набрал 18 очков (10+8) в 15 матчах.
В первом раунде драфта НХЛ 2008 года был выбран клубом «Финикс Койотис», за который играл в сезоне 2008/2009.
После окончания контракта со СКА заключил однолетний контракт с «Чикаго Блэкхокс» на сумму $1,04 млн. Но закрепиться в составе обладателя Кубка Стэнли не смог, и был выставлен на драфт отказов, где и был взят «Аризоной Койотис».
17 июля 2016 года вернулся в СКА, с которым подписал контракт на один сезон.
С 6 ноября 2019 года после обмена стал играть за «Ак Барс». 19 ноября 2020 года сделал второй хет-трик в КХЛ спустя более 7,5 лет после первого, забросив три шайбы в ворота «Торпедо» (7:5).
2 мая 2021 года перешёл в ХК «Салават Юлаев», с которым подписал двухлетнее соглашение.
4 июля 2022 года принял решение о завершении карьеры игрока. 19 июля «Салават Юлаев» расторг контракт по обоюдному согласию сторон.

### Выступления за сборную
Обладатель бронзовой медали молодёжного чемпионата мира 2008 года. В семи играх забил 5 шайб и сделал 2 передачи. Был признан лучшим нападающим турнира.
Выступал на Олимпийских играх в Сочи, но получал крайне мало игрового времени.
На чемпионате мира 2014 в Минске Тихонов играл в первой тройке, в 10 матчах он набрал 16 очков (8+8), став лучшим снайпером и лучшим бомбардиром турнира. Был признан лучшим нападающим и вошёл в символическую сборную чемпионата.

## Личная жизнь
Жена — Евгения Тихонова. Сын Лев (7 сентября 2012), дочь София-Виктория (род. 29 февраля 2016).

## Достижения

### Командные
КХЛ
- Обладатель Кубка Гагарина (2): 2015, 2017

В сборной
| Год  | Команда       | Достижение                                   |
| ---- | ------------- | -------------------------------------------- |
| 2008 | Россия (мол.) | Бронзовый призёр молодёжного чемпионата мира |
| 2014 | Россия        | Чемпион мира                                 |
| 2015 | Россия        | Серебряный призёр чемпионата мира            |

### Личные
КХЛ
- 2012/2013 - обладатель приза «Золотой шлем»

В сборной
| Год  | Команда       | Достижение                                                 | Достижение |
| ---- | ------------- | ---------------------------------------------------------- | ---------- |
| 2008 | Россия (мол.) | Попадание в Сборную всех звёзд молодёжного чемпионата мира |            |
| 2008 | Россия (мол.) | Лучший нападающий молодёжного чемпионата мира              |            |
| 2014 | Россия        | Лучший бомбардир чемпионата мира                           |            |
| 2014 | Россия        | Лучший нападающий чемпионата мира                          |            |
| 2014 | Россия        | Попадание в символическую сборную чемпионата мира          |            |

## Статистика
| Легенда | Легенда                    | Легенда | Легенда                   | Легенда | Легенда    |
| ------- | -------------------------- | ------- | ------------------------- | ------- | ---------- |
| И       | Количество проведённых игр | Штр     | Штрафное время            | +/−     | Плюс-минус |
| Г       | Голы                       | П       | Голевые передачи          | О       | Очки       |
| -       | Статистика неизвестна      | —       | Статистика не учитывалась |         |            |